# KZ Девы
KZ Девы (лат. KZ Virginis), HD 114726 — двойная затменная переменная звезда типа Беты Лиры (EB:) или затменная переменная звезда типа W Большой Медведицы (EW) в созвездии Девы на расстоянии приблизительно 544 световых лет (около 167 парсек) от Солнца. Звёздная величина диапазона Hp звезды — от +8,52m до +8,45m. Орбитальный период — около 1,1318 суток.
Открыта проектом Hipparcos*.

## Характеристики
Первый компонент — жёлто-белая звезда спектрального класса F2, или F3V, или F7V. Масса — около 1,709 солнечной, радиус — около 2,658 солнечного, светимость — около 12,483 солнечной. Эффективная температура — около 6296 K.
Второй компонент — жёлто-белая звезда спектрального класса F.

## Планетная система
В 2019 году учёными, анализирующими данные проектов Hipparcos и Gaia, у звезды обнаружена планета HIP 64433 b.